# Asthenes flammulata
Cesteiro-flamulado ou lenheiro-flamulado (Asthenes flammulata) é uma espécie de ave da família Furnariidae.
Pode ser encontrada nos seguintes países: Colômbia, Equador e Peru.
Os seus habitats naturais são: campos rupestres subtropicais ou tropicais.